# آب‌انبار شاه جهان‌آباد
آب‌انبار شاه جهان آباد مربوط به دوره متاخر اسلامی دوره قاجار است و در میبد، محله شاه جهان‌آباد واقع شده و این اثر در تاریخ ۲۲ آبان ۱۳۸۶ با شمارهٔ ثبت ۱۹۸۸۸ به‌عنوان یکی از آثار ملی ایران به ثبت رسیده است.